# Sint-Antonius Abtkerk (Napels)

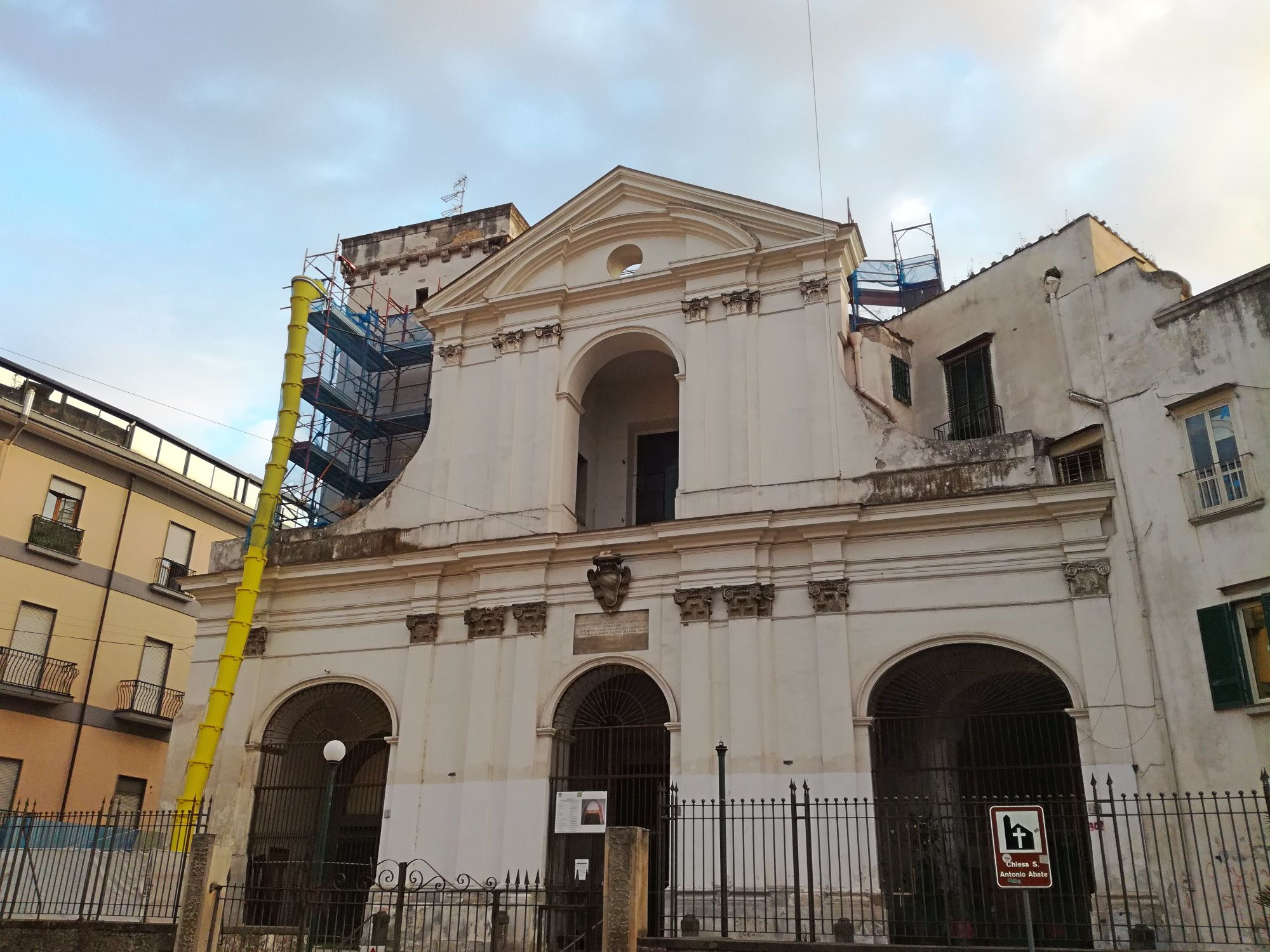
Sint-Antonius Abtkerk in Napels

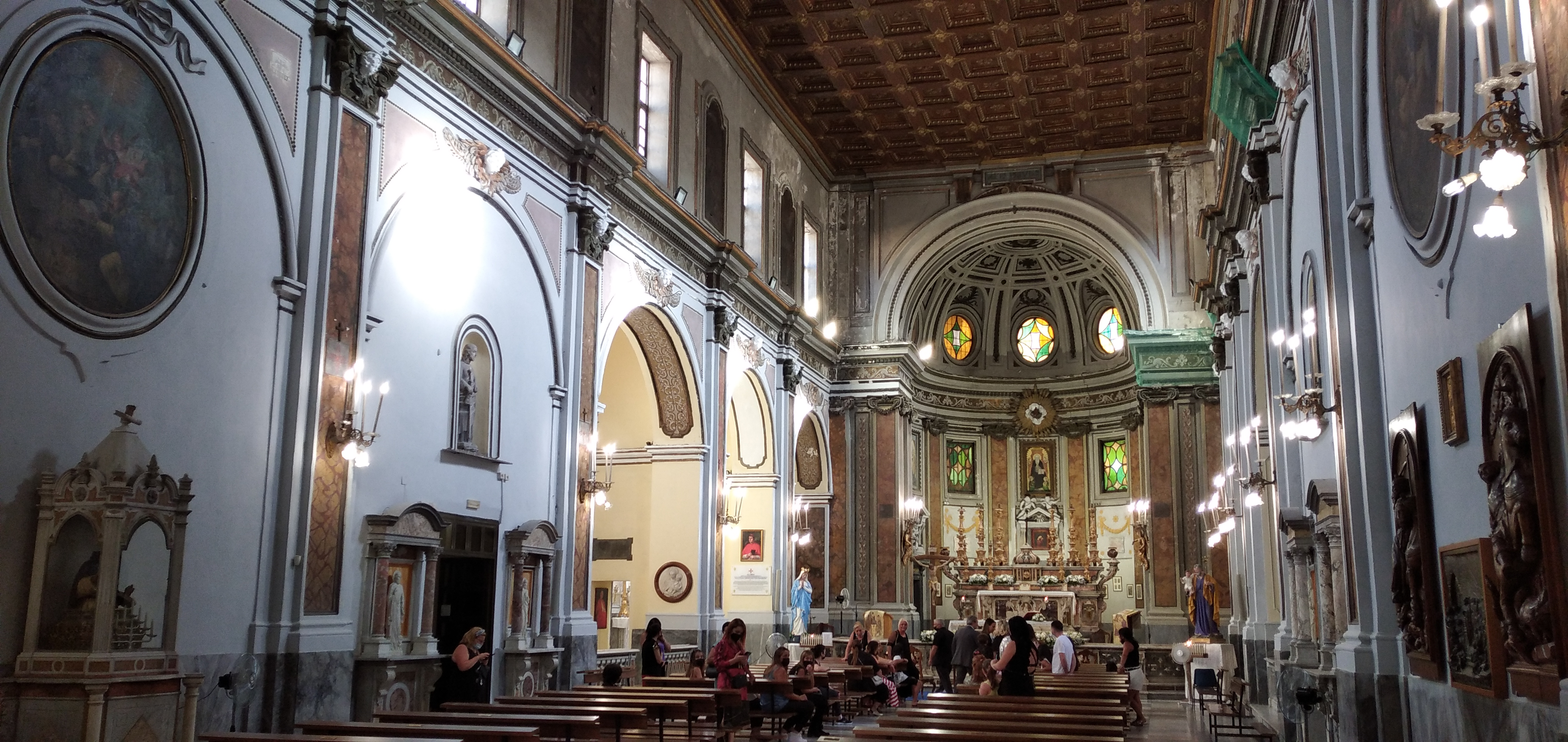
Binnenzicht met zijkapellen, het resultaat van meerdere verbouwingswerken

De Sint-Antonius Abtkerk (eerste versie 13e eeuw – laatste versie 18e eeuw) bevindt zich in Napels, in de Italiaanse regio Campanië. De kerk is gelegen aan de Via Foria, in het centrum van Napels. Rondom de kerk heeft zich in de loop van de tijden de wijk Borgo Sant’Antonio Abate ontwikkeld.
Van de 14e eeuw tot 1780 was het gelijknamige gasthuis aan de kerk verbonden. Het Gasthuis Sint-Antonius Abt was achtereenvolgens in handen van de ridders van de Orde van Antonius Abt (13e eeuw tot 15e eeuw), de zusters van Annuziata in Forcella (15e eeuw tot 18e eeuw) en de ridders van de Heilige Militaire Constantijnse Orde van Sint-Joris (18e eeuw).

## Naam
De kerk draagt de naam van de heilige Antonius Abt. Dit was de patroonheilige van de ridders van de Orde van Antonius Abt. Het gasthuis was bekend als de plaats van verzorging wanneer er in Napels uitbraken waren van het Sint-Antoniusvuur of ergotisme.

## Historiek
De oorsprong van de kerk gaat terug tot de 13e eeuw, zoals ze beschreven werd in akten van koning Robert van Anjou, koning van Napels. De kerk was klein van omvang doch kende al een ziekenboeg voor zieke Napolitanen, meer bepaald een pesthuis.
In de 14e eeuw liet koningin Johanna de kerk en het gasthuis uitbreiden en stichtte zij een klooster. De ridders van de Orde van Antonius Abt werden belast met de ziekenzorg. Deze ridders moesten destijds hun hoofdkwartier verleggen van Vienne naar Napels. De Orde was in trouwe dienst van de heersers van het huis Anjou, die over het koninkrijk Napels regeerden.
In de 15e eeuw ging het koninkrijk Napels over in handen van de Kroon van Aragon. De ridders van de Orde van Antonius Abt moesten het land verlaten aangezien ze als Fransgezind beschouwd werden. Het gasthuis werd vervolgens uitgebaat door de zusters van Annunziata in Forcella. De pausen schonken de kerk van Antonius Abt in bezit aan een trouwe kardinaal. De kerk kende meerdere fasen van verbouwing; dit gold ook voor de zijkapellen. In 1699 startte kardinaal Giacomo Cantelmo (1640-1702) aan het einde van zijn leven een grotere verbouwing; deze deed de laatste gotische stijlelementen verdwijnen. Tijdens de verbouwing verrees het marmeren hoofdaltaar vooraan in de kerk. De laatste verbouwing was het werk van Antonino Sersale (1702-1775), kardinaal-aartsbisschop van Napels. 
In de 18e eeuw besliste paus Clemens XIV dat de kloosterzusters het ziekenhuis moesten verlaten. De uitbating gebeurde voor de rest van de 18e eeuw door de ridders van de Heilige Militaire Constantijnse Orde van Sint-Joris. In 1780 werd het gasthuis gesloopt zodat het kerkplein verbreed werd.
Tijdens de 19e eeuw geraakte de kerk zwaar verwaarloosd. Er volgde een restauratie in de jaren 1880-1890. Dit liep tezamen met stadsvernieuwing waarbij een zijvleugel van de kerk moest wijken voor huizenbouw. 
De kerkschat bevat twee schilderijen van Luca Giordano.